# Gaston Lespiault
Gaston-Frédéric Lespiault, né le 13 octobre 1823 à Nérac et mort le 3 octobre 1904 dans cette même commune, est un mathématicien, physicien, météorologue et astronome français.

## Biographie

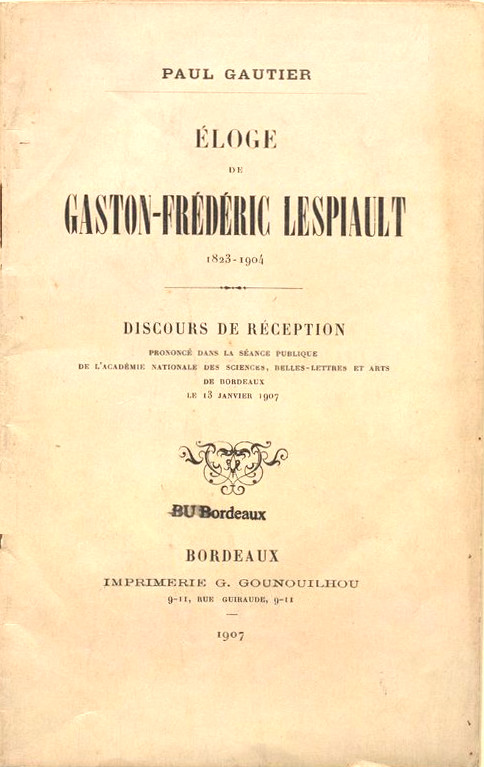
Éloge de Gaston-Frédéric Lespiault par Paul Gautier, 1907

Issu d'une famille lettrée, Gaston-Frédéric Lespiault suit dès son plus jeune âge et en compagnie de son frère, Maurice Lespiault, des cours de latin et langue française dispensés par leur père. 
De 1844 à 1847, il étudie à l’École normale supérieure alors dirigée par Paul-François Dubois. Il est licencié en mathématiques et en sciences physiques et en 1847, agrégé en sciences. 
C’est alors qu’il va enchaîner différents postes à travers la France. Le 17 septembre 1847, il est régent de physique au collège royal de Compiègne. Ensuite, il sera professeur de mathématiques au lycée d’Amiens, professeur de mathématiques spéciales au lycée de Pau, professeur de mathématiques élémentaires au lycée de Clermont, et professeur de mathématiques aux lycées de Rennes puis de Toulouse.
En 1855, il arrête de travailler temporairement pour aller suivre des cours dispensés par le mathématicien Louis Poinsot à la Sorbonne ainsi que pour soutenir, le 6 juillet 1857, son mémoire sur la libration réelle de la Lune.
À partir de cette date, il publiera régulièrement ses recherches. Il va intégrer, le 25 mars 1858, la faculté des sciences de Bordeaux en tant que chargé de cours d’astronomie et de mécanique rationnelle. Il est nommé titulaire le 15 juillet 1861. Il donne en parallèle des conférences destinées à un large public entre 1866 et 1869, notamment à Nérac et Bayonne.
En 1876 sa double culture, scientifique et politique, lui permet d’inscrire les exigences de l’enseignement et de la recherche universitaire dans une vision globale des transformations urbaines. Il obtient de la ville de Bordeaux le financement de la construction de la faculté des sciences et des lettres en faisant passer le devis des travaux dans l’emprunt de 6 600 000 francs destiné à moderniser la ville dont il est finalement nommé doyen le 20 novembre 1886 et cela jusqu’au jour de sa retraite, le 20 novembre 1893.
Particulièrement engagé dans la vie politique et scientifique de son temps, en étant membre de la Société des sciences physiques et naturelles de la Gironde, membre de la Société mathématique de France, membre du Conseil supérieur de l’instruction publique, membre de conseil municipal et fondateur de la commission météorologique départementale, Gaston Lespiault s’est démarqué comme homme actif du XIXème siècle. Il est aussi l’un des fondateurs de l’Observatoire de Bordeaux. Ayant fait avancer grandement la recherche et ayant participé aux activités de la ville de Bordeaux, il est nommé chevalier de la Légion d'honneur le 11 août 1869 puis Officier de la Légion d'honneur le 14 juillet 1897.

## Œuvres scientifiques
L’œuvre de Lespiault peut être partagée en trois catégories : astronomie et mécanique céleste ; mécanique rationnelle ; physique du globe.

### Astronomie et mécanique céleste
Le mémoire sur la Libration réelle de la lune de 1857 est inspiré par les travaux de Louis Poinsot « sur la rotation des corps et son application au problème de la précession des équinoxes ». Le mémoire sur le Mouvement des nœuds de la lune et celui sur le Mouvement des nœuds de la lune sur l’inégalité en latitude qui donne la mesure de l’aplatissement terrestre, sont tous deux réalisés en 1860. La même année, il voyage en Espagne afin de réaliser des observations qu’il rapportera au sein d’Observations faites à Briviesca sur l’éclipse totale de soleil du 18 juillet 1860. Ces recherches seront reconnues tout comme le mémoire intitulé Théorie géométrique de la variation des éléments des planètes de 1867 où il étudie 70 des planètes qui circulent entre Mars et Jupiter. 

### Mécanique rationnelle
Il élabore entre autres un théorème de mécanique sur le maximum de force vive dans un corps solide tournant autour d’un point fixe en 1865. Il publie aussi le Théorème de mécanique sur le mouvement d’un point attiré vers un centre fixe par une force proportionnelle à la distance.

### Physique du globe et météorologie
Gaston Lespiault s’est particulièrement distingué dans l’étude des orages. Il écrit de nombreux rapports sur les orages de la Gironde, de la Dordogne, du Lot-et-Garonne et des Landes. Il approfondit ses recherches et s’intéresse par exemple au rôle du Gulf Stream dans la circulation océanique.

## Postérité scientifique

### La fondation de l’Observatoire
Gaston Lespiault va agir au côté de Georges Rayet afin que la ville de Bordeaux se dote d’un observatoire, le manque se faisant ressentir. En 1863, lors de son discours de réception à l’Académie de Bordeaux, il le dit avec ces mots : « Il est temps que Bordeaux, l’artiste et la lettrée, ajoute un nouveau fleuron à sa couronne, qu’elle ne reste pas seule, parmi les grandes villes du Midi, indifférente aux observations astronomiques. » Il va donc être, parmi plusieurs scientifiques, un élément déterminant pour la construction de l'observatoire de Bordeaux qui aura lieu en 1878 à Floirac.

### Don au fonds patrimonial de la bibliothèque de l’université de Bordeaux

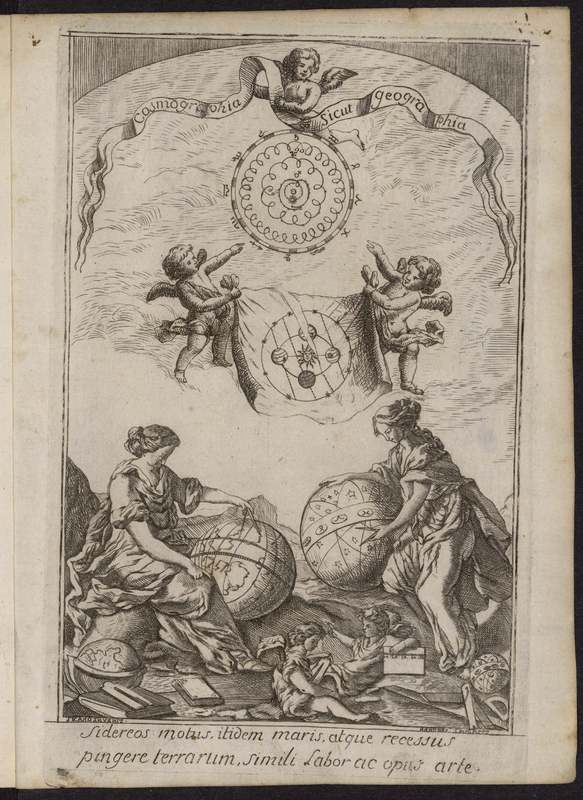
Frontispice d'un document légué par Gaston Lespiault

Tout au long de sa vie, il s’est constitué une grande bibliothèque riche de livres anciens principalement d’astronomie, de mathématiques et de littérature. À sa mort, ce ne sont pas moins de 1062 ouvrages qu’il lègue à la Bibliothèque des sciences et techniques l’Université de Bordeaux. Dans cette collection, on trouve notamment des éditions originales du De Revolutionibus orbium coelestium de Copernic, de l’Uranometria de Johann Bayer et de l’Astronomia nova de Kepler.

## Publications
- « Mémoire sur la libration réelle de la lune », Comptes rendus de l'Académie des Sciences,‎ 23 mars 1857.

- Théorie géométrique de la libration réelle de la Lune, Paris, Mallet-Bachelier, 1857, 37 p. (lire en ligne).

- Gaston Lespiault et Emile Auguste Burat, Observations faites à Briviesca : en Espagne, sur l'éclipse totale du 18 juillet 1860, Bordeaux, Impr. G. Gounouilhou, 1860, 11 p. (lire en ligne)
- Mémoire sur le mouvement des nœuds de la lune et sur l’inégalité en latitude qui donne la mesure de l’aplatissement de la terre, Paris, Mallet-Bachelier, 1861, 54 p. (lire en ligne)

- Note sur les petites planètes situées entre Mars et Jupiter, Bordeaux, Impr. G. Gounouilhou, 1861, 33 p. (lire en ligne)

- Discours de réception à l'Académie des Sciences, belles-lettres et Arts de Bordeaux (séance du 22 Janvier 1863), Bordeaux, Impr. G. Gounouilhou, 1863, 14 p. (lire en ligne)

- Appareils uranographiques de M. Lagane, Bordeaux, Impr. G. Gounouilhou, vers 1865, 7 p. (lire en ligne)

- Leçon d'ouverture du cours d'astronomie prononcée à la séance annuelle de rentrée des facultés le 15 novembre 1865, Bordeaux, Impr. G. Gounouilhou, 1865, 13 p. (lire en ligne)

- Théorie géométrique de la variation des éléments des planètes, Paris, Gauthier-Villars, 1868, 29 p. (lire en ligne)

- Démonstration élémentaire des lois de Newton en partant des lois de Képler, Paris, Impr. Impériale, 1870, 8 p. (lire en ligne)

- Rapport sur les orages de la Gironde en 1869 et dans les premiers mois de 1870, Bordeaux, 1870, 12 p. (lire en ligne)

- Observations d'étoiles filantes faite à Bordeaux dans les nuits du 12 au 15 novembre 1869, Bordeaux, Impr. G. Gounouilhou, 1871, 7 p. (lire en ligne)

- Observations faites à Bordeaux de deux couronnes lunaires d'une intensité remarquable, le 15 et 19 décembre, Bordeaux, Gauthier-Villars, 1874, 3 p. (lire en ligne)

- Sur les orages du Sud-Ouest de la France en 1872, 1873 et 1874, Paris, Gauthier-Villars, 1876, 26 p. (lire en ligne)

- Rapport sur les Orages de l'année 1878 dans le Sud-Ouest de la France, Paris, Gauthier-Villars, 1879, 10 p. (lire en ligne)

- Des déboisements dans l'Amérique du Nord et de leur influence météorologique, Bordeaux, Impr. G. Gounouilhou, 1883, 15 p. (lire en ligne)

- « Rapport sur les orages de 1883 », Commission météorologique de la Gironde. Observations pluviométriques et thermométriques faites dans le département de la Gironde, de juin 1883 à mai 1884, Bordeaux, Impr. G. Gounouilhou, 1884 (lire en ligne)

- « Rapport sur les orages de 1884 », Commission météorologique de la Gironde. Observations pluviométriques et thermométriques faites dans le département de la Gironde, de juin 1884 à mai 1885, Bordeaux, Impr. G. Gounouilhou, 1885 (lire en ligne)

- Gaston Lespiault, « Demonstration Elementaire des Lois de Newton en Partant des Lois de Kepler », L'Astronomie, vol. 5,‎ 1886, p. 412-415 (lire en ligne, consulté le 25 octobre 2018).